# Aethionema retsina
Aethionema retsina é uma espécie de fanerógama que pertencente a família das Brassicaceae. É endêmica da Grécia e seu habitat natural são os matagais mediterrâneos e as áreas rochosas. Se encontra ameaçada por perda de habitat.